# (11437) Cardalda
(11437) Cardalda es un asteroide perteneciente al cinturón interior de asteroides descubierto por James Gibson y Carlos Ulrrico Cesco desde el observatorio de El Leoncito, Argentina, el 16 de septiembre de 1971.

## Designación y nombre
Cardalda recibió inicialmente la designación de 1971 SB.
Más adelante, en 2009, se nombró en honor del astrónomo aficionado argentino Carlos Cardalda (1883-1961), cofundador de la Asociación Argentina Amigos de la Astronomía.

## Características orbitales
Cardalda orbita a una distancia media de 1,863 ua del Sol, pudiendo acercarse hasta 1,68 ua y alejarse hasta 2,046 ua. Tiene una inclinación orbital de 22,89 grados y una excentricidad de 0,09814. Emplea en completar una órbita alrededor del Sol 928,6 días. El movimiento de Cardalda sobre el fondo estelar es de 0,3877 grados por día.
Cardalda forma parte del grupo asteroidal de Hungaria.

## Características físicas
La magnitud absoluta de Cardalda es 14,2 y el periodo de rotación de 2,926 horas.